# أندرو (اسم)
أندرو (بالإنجليزية: Andrew)‏ هو اسم علم شخصي مذكر من أصل يوناني، معناه الرجل أو الرجولي وينسب للقديس أندراوس أحد تلاميذ يسوع الإثني عشر، ولهذا الاسم عدة أشكال في اللغات الأخرى فهو أندرياس في اللغة اليونانية و اللغة الألمانية و أندريه في اللغة الروسية و أندريا في اللغة الإيطالية و أوندريه في اللغة الفرنسية و أندريس في اللغة الإسبانية، أما أندرو فهو الشكل الإنجليزي والغالي للإسم، أندي هو أحد أشكاله، لهذا الاسم شعبية في الدول الإنجلوسكسونية والغالية.

## الشخصيات
- أندرو دوق يورك أمير بريطاني.
- أندرو أمير اليونان والدنمارك.
- أندرو جاكسون أحد رؤساء الولايات المتحدة.
- أندرو جونسون أحد رؤساء الولايات المتحدة.
- أندرو بوجوت لاعب كرة سلة أسترالي.
- أندرو كارنجي رجل أعمال أسكتلندي أمريكي.
- أندرو غارفيلد ممثل إنجليزي أمريكي.
- أندرو لينكولن ممثل إنجليزي.
- أندرو جونسون لاعب كرة قدم إنجليزي.
- أندرو هكسلي فيزيائي إنجليزي.
- أندرو ويليام ميلون دبلوماسي أمريكي.
- أندرو تانينباوم عالم حواسيب أمريكي.
- أندرو ويغينز لاعب كرة سلة كندي.
- أندرو وايث رسام أمريكي.
- أندرو هوي فارس أولمبي أسترالي.
- أندرو فاير طبيب أمريكي.
- أندرو غروف رجل أعمال أمريكي مجري.
- أندرو إيرفين متسلق جبال إنجليزي.
- أندرو بونار لو سياسي بريطاني.
- أندرو بيت متسابق دراجات نارية أسترالي.
- أندرو بوينس لاعب كرة قدم نيوزلندي.
- أندرو بارون لاعب كرة قدم نيوزلندي.
- أندرو باركنسون لاعب كرة سلة أسترالي.
- أندرو باسيفيتش عالم سياسة ومؤرخ أمريكي.
- أندرو بارسونز سياسي أمريكي.
- أندرو جريج كورتين سياسي ودبلوماسي أمريكي.
- أندرو ويست ممثل أمريكي.
- أندرو ديفوف ممثل فنزويلي أمريكي.
- أندرو سكالي طبيب أمريكي.
- أندرو ستانتون مخرج ومؤلف أمريكي.
- أندرو سكوت ممثل أيرلندي.
- أندرو سميث جراح أسكتلندي.
- أندرو ستراود متسابق دراجات نارية نيوزلندي.
- أندرو فلاهوف لاعب كرة سلة أسترالي.
- أندرو كومو سياسي أمريكي.
- أندرو كيفن ووكر كاتب أمريكي.
- أندرو كونانان مجرم أمريكي.
- أندرو لويد ويبر ملحن إنجليزي.
- أندرو ليزني مصور سينمائي أسترالي.
- أندرو مارتون مخرج أمريكي مجري.
- أندرو مويسيغوا لاعب كرة قدم أوغندي.
- أندرو وايلز رياضياتي بريطاني.
- أندرو واتسون لاعب كرة أسكتلندي.
- أندرو ياو عالم حواسيب صيني